# Platyhypnidium patulifolium
Platyhypnidium patulifolium là một loài rêu trong họ Brachytheciaceae. Loài này được Cardot & Thér. Broth. mô tả khoa học đầu tiên năm 1925.